# 32P/Comas Solà
För andra betydelser, se Comas Sola.
32P/Comas Solà är en periodisk komet som upptäcktes 5 november 1926 av den spanske astronomen Josep Comas i Solà vid Observatori Fabra i Barcelona. Kometen upptäcktes under rutinobservationer i samband med Comas Solàs arbete med asteroider.
Då man misstänkte att kometen var den saknade 113P/Spitaler gjordes försök att spåra kometen bakåt i tiden. Man upptäckte då att den 1912 hade passerat mindre än 0,2 astronomiska enheter från Jupiter varvid omloppsbanan hade förändrats. Det gjorde att man kunde avfärda kometen som en återupptäckt av Spitalers komet. Omloppstiden på 8,5 år gjorde att den under de närmaste årtiondena nådde perihelium under gynnsamma omständigheter varannan gång på hösten och varannan gång på våren. Fler nära passager med Jupiter från 1970-talet och framåt gjorde att omloppstiden ökade till nära 10 år, men har sedan dess minskat igen till 9,5 år.